# Emmanuel-Étienne Du Villard de Durand
Emmanuel-Étienne Du Villard de Durand (Ginevra, 2 aprile 1755 – Parigi, 11 aprile 1832) è stato un economista svizzero.

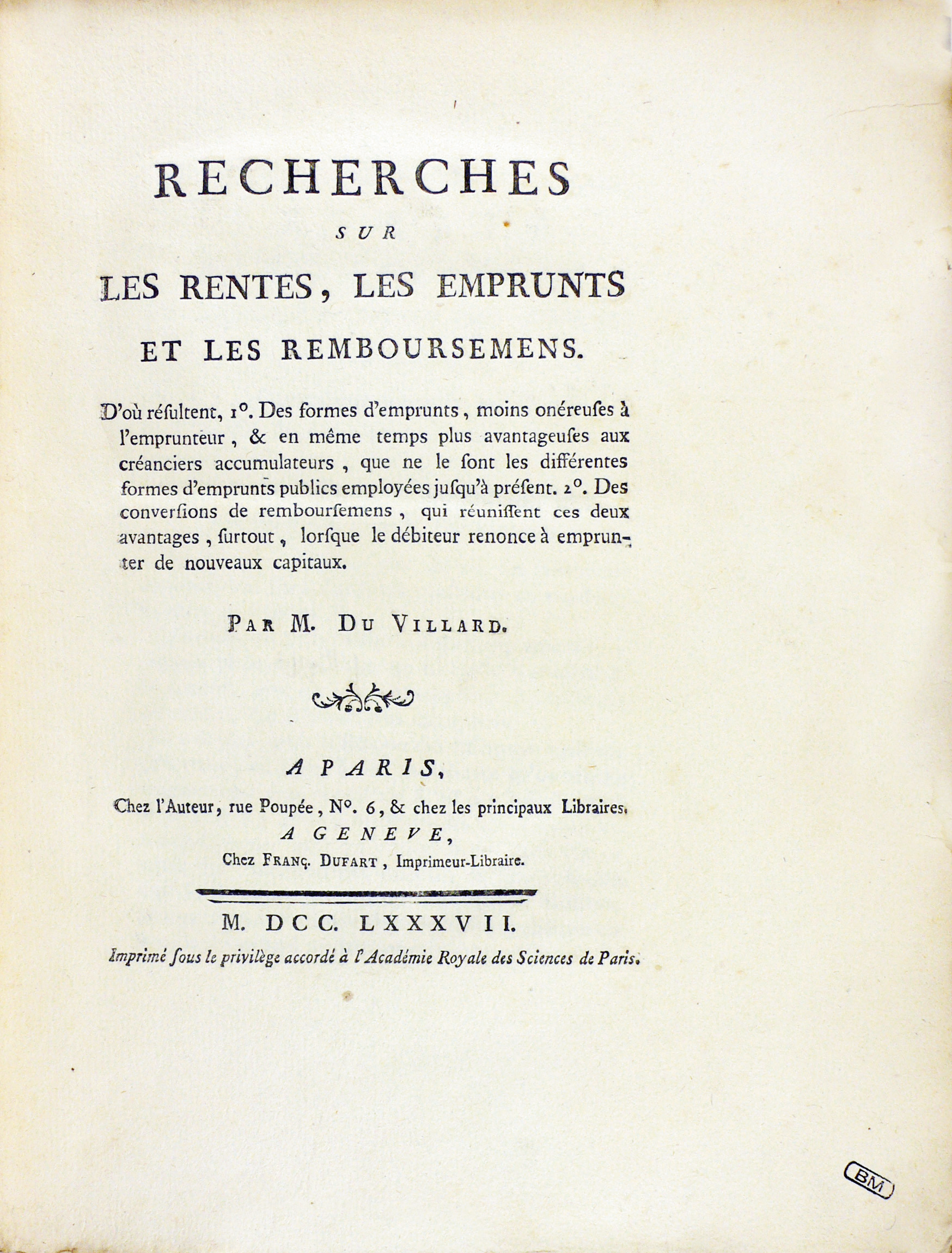
Recherches sur les rentes, 1787 (Fondazione Mansutti, Milano).

Già funzionario presso il Ministero delle finanze francese durante l'amministrazione finanziaria di Anne Robert Jacques Turgot durante il regno di Luigi XVI, si specializzò nel calcolo dei mutui in annualità costanti o variabili, studiando soprattutto la relazione tra numero di anni e annualità costanti per il rendimento migliore. Richard Price consigliò al banchiere svizzero Étienne Clavière di assumere Du Villard per calcolare le tariffe della compagnia Royale-vie, autorizzata con legge nel 1787 per quindici anni. Nello stesso anno pubblicò le Recherches, promosse dall'Académie Royale des Sciences di Parigi. Du Villard aveva stabilito che la popolazione francese - all'epoca di circa 30 milioni di abitanti - avrebbe raggiunto i 48 milioni entro l'inizio del XX secolo. Le sue tavole di mortalità furono usate per tutto il XIX secolo per le ricerche di statistica. Un esemplare di questa edizione è conservata presso la Fondazione Mansutti di Milano. Du Villard morì di colera nel 1832.